# The Batman
The Batman är en amerikansk tecknad TV-serie som visades på Kanal 5 och Cartoon Network under åren 2004-2007 och följer dock inte på händelserna i Batman: The Animated Series och i de andra tidigare serierna, utan är att betrakta som en ny version. Serien startade 11 september 2004 och avslutades 22 mars 2008. Den har samma figurer som i alla andra Batman TV-serier, fast några av dem har något annorlunda karaktär.

## Originalröster
- Rino Romano - Batman
- Alastair Duncan - Alfred
- Danielle Judovits - Batgirl
- Evan Sabara - Robin
- Mitch Pileggi - James Gordon
- Gina Gershon - Catwoman
- Kevin Michael Richardson - Jokern
- Tom Kenny - Pingvinen
- Clancy Brown - Mr. Freeze
- Robert Englund - Gåtan
- Piera Coppola - Giftblomman

## Svenska röster
- Niclas Wahlgren - Batman
- Andreas Nilsson - Alfred
- Maria Rydberg - Batgirl
- Mattias Knave - James Gordon
- Annica Smedius - Catwoman
- Per Sandborgh - Jokern, Pingvinen
- Stephan Karlsén - Mr. Freeze, Cluemaster, Bane
- Hans Wahlgren - Gåtan
- Mia Hansson - Giftblomman